# I kronans kläder (film, 1935)
I kronans kläder (originaltitel: Bonnie Scotland) är en amerikansk komedifilm med Helan och Halvan från 1935 regisserad av James W. Horne.

## Handling

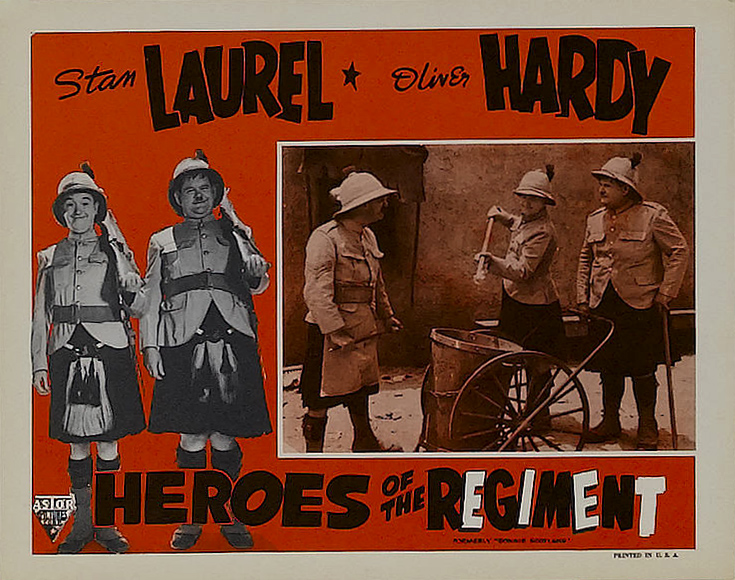
Lobbykort från 1954

Angus Ian MacLaurel i Skottland har avlidit. Bland de anhöriga finns barnbarnen Lorna MacLaurel och Halvan, varav det sista han aldrig träffat. Helan och Halvan åker till Skottland för att hämta arvet, men tar av misstag värvning i armén och det dröjer inte länge förrän de hamnat i Indien.

## Om filmen
Filmen har visats två gånger i Sverige, första gången var 23 mars 1936 på bland annat biografen Spegeln i Stockholm och andra gången var hösten 1940.
Filmen återlanserades på 1950-talet i USA som både långfilm och uppdelade kortfilmer. När filmen visades på amerikanska biografer 1 februari 1954 som långfilm gick den under titeln Heroes of the Regiment.
Filmen är en parodi på äventyrsfilmen En bengalisk lansiär som kom ut samma år som denna film.
Delar av manuset i filmen är hämtade från duons tidigare stumfilmer With Love and Hisses från 1927 och Angora Love från 1929.

## Rollista (i urval)
- Stan Laurel – Stan MacLaurel (Halvan)
- Oliver Hardy – Ollie (Helan)
- June Lang – Lorna MacLaurel
- William Janney – Allan Douglas
- James Finlayson – sergeant Finlayson
- Anne Grey – Lady Violet Ormsby
- Vernon Steele – överste Gregor McGregor
- Daphne Pollard – pigan Millie
- Mary Gordon – Mrs. Bickerdike
- Noah Young – medlem av Highland Quartette
- Marvin Hatley – medlem av Highland Quartette
- Sam Lufkin – hantlangare
- Charlie Hall – hantlangare
- Leo Willis – hantlangare
- Bobby Dunn – hantlangare, man som delar ur reklamblad
- Jack Hill – soldat[1]